# Guillaume Lamy
Pour les articles homonymes, voir Lamy.
Guillaume Lamy, né en 1644,, à Coutances. et mort le 15 janvier 1683, est un médecin français du XVIIe siècle.

## Biographie
Docteur-régent de la faculté de Paris, Guillaume Lamy acquit auprès de ses pairs le titre peu honorifique de « fléau de la faculté » du fait de sa tentative de tracer des « routes nouvelles ». Sympathisant notoire des iatrochimistes, il publia en 1682 un Traité de l'antimoine puis, en 1675, des Discours anatomiques réédités en 1679 et 1685. C'est ainsi qu'il entretint une vive dispute par traités anatomiques interposés avec Pierre Cressé,, notamment à propos du siège de l'âme humaine.